# Leucosyke winkleri-huberti
Leucosyke winkleri-huberti är en nässelväxtart som beskrevs av Unruh. Leucosyke winkleri-huberti ingår i släktet Leucosyke och familjen nässelväxter. Inga underarter finns listade i Catalogue of Life.